# Consejo Latinoamericano de Iglesias
El Consejo Latinoamericano de Iglesias es una organización de iglesias y movimientos cristianos creados para promover la unidad entre los cristianos en América Latina y el Caribe, establecida en 1982 en Huampaní (Perú). Es un organismo de consulta, apoyo y coordinación. No tiene autoridad sobre sus miembros en cuanto a doctrina, gobierno y adoración. Su sede se encuentra en Quito, Ecuador.

## Objetivos
Los objetivos de CLAI son los siguientes:
- Promover  la unidad entre las iglesias .
- Apoyar la tarea evangelizadora de sus miembros.
- Promover la reflexión y el diálogo sobre la misión y el testimonio cristianos en el continente.

## Los miembros del CLAI
Forman parte del CLAI más de 175 iglesias, así como organismos cristianos dedicada a trabajar con la juventud, la reflexión teológica y la educación cristiana. Sus miembros cubren 21 países de América Latina y el Caribe.
Sitio con la lista de miembros.

## Regional
El CLAI tiene las siguientes secretarías regionales:
Secretaría Regional Andina: comprende los países de Chile, Bolivia, Perú y Ecuador.
Secretaría Regional de Brasil: cubre solo Brasil .
Secretaría Regional de la Gran Colombia y el Caribe: comprende los países de Colombia , Venezuela y el Caribe .
Secretaría Regional Mesoamericana: cubre los países de América Central , desde Panamá hasta México .